# Sucupira do Norte
Sucupira do Norte é um município brasileiro do estado do Maranhão. Sua população estimada em 2004 era de 10.443 habitantes e em 2014 chegou a 10.444 segundo o IBGE.

## História

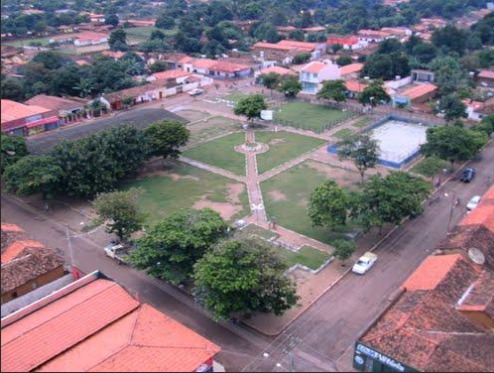
Centro de Sucupira do Norte

Os primeiros desbravadores vieram dos municípios de Nova Iorque, Pastos Bons e Colinas, ali se fixando com suas famílias para, em seguida, iniciar o cultivo da lavoura, no que foram bem sucedidos, dado a boa qualidade de terra.
Possuindo o local uma privilegiada localização, já que era cortado por estradas que davam acesso a várias localidades, passou a despertar o interesse de comerciantes ambulantes, liderados por João Paraibano, radicado em Brejo do Paraibano, para ali realizarem uma festa que por certo atrairia muitos compradores. Em 2 de novembro de 1936, ocorreu a tão esperada comercialização, havendo sucesso total os vendedores. Daí um diante, novos moradores foram chegando e, dentro em pouco, surgia um povoado.
Em 1940, foi construída a primeira capela, que tomou o nome de Santa Teresinha, hoje padroeira da cidade.
Pela lei nº 2.153, de 16 de novembro de 1961, foi a povoação elevada à categoria de município, com o nome de Sucupira do Norte.
A área integrante do atual município foi desmembrada de Mirador.
Verificando a existência de grande quantidade de Sucupira na região, os moradores do local decidiram-se por esse topônimo, quando da escolha da denominação a ser dada ao município. 
Gentílico: sucupirense. 
Formação administrativa:
Elevado à categoria de município e distrito com a denominação de Sucupira do Norte, pela lei estadual nº 2153, de 16-11-1961, desmembrado de Mirador. Sede no atual distrito de Sucupira do Norte ex-povoado constituído de 2 distritos: Sucupira do Norte e Várzea criada pela mesma lei do município. Instalado em:
Em divisão territorial datada de 31-XII-1963, o município é constituído de 2 distritos: Sucupira do Norte e Várzea.
Assim permanecendo em divisão territorial datada de 1-I-1979.
Em divisão territorial datada de 18-VIII-1988, o município é constituído do distrito sede.
Assim permanecendo em divisão territorial datada de 2005.
Sucupira do Norte foi criada através do movimento de feirantes que se instalavam sob as sombras das faveiras e sucupiras, no entrocamento das estradas que ligam as cidades de Mirador, Pastos Bons e Paraibano.
O idealizador do local para aquela feira foi João Paraibano, auxiliado pelos amigos Pedro Noé, João Brito, Aristides Gomes de Moura e outros, pouco antes dos anos 50, vindo mais tarde comerciantes fixos que transformariam a feira de Sucupira em cidade emancipada, como Hilderico Rufino Guimarães, o jovem comerciante Luiz Gonzaga Carneiro, João Queiroz e outros que aos poucos foram fazendo crescer o movimento.
Em 1940, foi construída a primeira capela, a de Santa Teresinha, padroeira da cidade.
Somente em 13 de janeiro de 1960, através do Decreto do governador Newton Belo, depois de uma batalha travada por Manoel da Câmara Guimarães (o Manoel Doutor), com o apoio do então Deputado Temístocles Teixeira, Sucupira foi emancipada, desligando-se definitivamente do município de Mirador, cujos comerciantes exerciam uma espécie de rivalidade contra os sucupirenses. A nova cidade de Sucupira do Norte, teve como primeiro prefeito Hilderico Rufino Guimarães, que governou por 1 ano, oportunidade em que repassou o cargo para o comerciante Luiz Gonzaga Carneiro.